# Dmitry Valerievich Utkin
Dmitry Valerievich Utkin (tiếng Nga: Дмитрий Валерьевич Уткин; tiếng Ukraina: Дмитро Валерійович Уткін; sinh ngày 11 tháng 6 năm 1970 – được cho là đã chết ngày 23 tháng 8 năm 2023) là một sĩ quan quân đội người Nga. Ông từng là sĩ quan lực lượng đặc biệt trong GRU, nơi anh ta giữ cấp bậc trung tá. Ông được cho là người đồng sáng lập và chỉ huy quân sự của Tập đoàn Wagner do nhà nước Nga tài trợ, với bí danh quân sự của ông được cho là Wagner. Utkin được cho là một người có tư tưởng tân Quốc xã. Ông hiếm khi xuất hiện trước công chúng, nhưng được cho là chỉ huy của công ty quân sự tư nhân, trong khi Yevgeny Prigozhin là chủ sở hữu của nó và là gương mặt đại diện cho công chúng.. Utkin đã được trao huân chương dũng cảm Nga.